# Adventure Story
Adventure Story, traducida al español como Alejandro Magno, es el título de una obra de teatro de 1949, escrita por el dramaturgo británico Terence Rattigan.

## Argumento
La obra se centra en la figura histórica de Alejandro Magno, reflejando la transformación que experimenta tras la conquista de Persia. Viene reflejado primero como un soladado aventurero y sin temores y seguidamente como un déspota alejado de sus congéneres y agobiado por su sensación de soledad.

## Estreno
Estrenada en el St James's Theatre del West End londinense el 17 de marzo de 1949, dirigido por Peter Glenville y contando con el actor Paul Scofield para el papel principal, acompañado entre otros por Gwen Ffrangcon-Davies, Noël Williams, Julian Dallas y Robert Flemyng.

## Adaptación
En 1961 la televisión británica BBC emitió la obra adaptada a la pequeña pantalla, con Sean Connery en el papel principal.

## La obra en España
Fue traducida al castellano por Diego Hurtado bajo el título de Alejandro Magno y se estrenó el 28 de agosto de 1958 en el Teatre Grec de Barcelona, con dirección escénica de Adolfo Marsillach e interpretación del mismo en el papel de Alejandro Magno, Amparo Soler Leal, Amparo Baró, Salvador Soler Marí, José Vivó, Milagros Leal, Enrique Vivó, Francisco Melgares y José Caride.